# Kauern
Kauern is een gemeente in de Duitse deelstaat Thüringen, en maakt deel uit van de Landkreis Greiz.
Kauern telt 410 inwoners.